# Зиновьев, Степан Степанович (младший)
Степан Степанович Зиновьев (1740—1794) — тайный советник, камергер, генерал-поручик (1794) из старшей линии рода Зиновьевых. На протяжении 20 лет представлял интересы Екатерины II при мадридском дворе.

## Биография
Родился в 1740 году в богатой семье генерал-майора Степана Степановича Зиновьева, с которым его часто путают, и, вероятно, Федосьи Александровны, урождённой княжны Прозоровской. Имёл трёх старших братьев. Этому семейству принадлежал целый квартал в центре Москвы, выходящий на Зиновьевский переулок.
В 1760-е годы молодой Зиновьев считался доверенным лицом фаворита Г. Орлова (чья мать была из Зиновьевых) и выполнял его конфиденциальные поручения. В частности, в сентябре 1763 г. привёз в русское посольство в Варшаве инструкции Екатерины II относительно того, как действовать в связи со смертью Августа III. В дальнейшем выполнял различные задания главы русской дипломатии Никиты Панина и состоял на службе по коллегии иностранных дел.
До 1773 года Степан Зиновьев жил в Петербурге на Английской набережной в собственном доме, на месте которого позднее был воздвигнут особняк Штиглица. Вёл довольно легкомысленный образ жизни, судя по скабрезной истории, которую приводит в своих записках Казанова. Через Панина свёл знакомство с наследником престола, переписывался с его секретарём Д. Фонвизиным и сам не чуждался занятий изящной словесностью.
Почти 22 года Зиновьев провёл в Испании в качестве императорского посланника (1772—1792) — дольше, чем кто-либо до или после него. Регулярно отправлял в Петербург обстоятельные донесения об «интригах мадридского двора». Безуспешно пытался втянуть испанское правительство в коалицию для борьбы с революционной Францией. В 1783—1785 гг. на время его отсутствия поверенным в делах оставался советник посольства Н. А. Никитин.
Когда Зиновьев наконец вернулся на родину в июле 1793 года, Ф. Ростопчин писал в Лондон, что Степан Степанович «настолько полон впечатлениями о стране, которую покинул, что выглядит немного нелепым и превратился в объект шуток и насмешек; он остановился в Царском Селе, все время жалуется на холод». Зиновьев, действительно, занемог и в следующем году умер.

## Семья
Жена (с 10 мая 1768 года) — княжна Екатерина Александровна Меншикова (07.10.1748—26.01.1781), фрейлина двора (с 1765); дочь генерал-аншефа А. А. Меншикова, внучатая сестра Н. И. Панина. В 1773—1774 годах жила в Мадриде, где своим умением держать себя в обществе, способствовала карьере мужа. Была постоянной клиенткой знаменитой модистки Розы Бертен. 
Встречалась с Д. И. Фонвизиным в 1777—1778 годах во время своего путешествия по Франции. В Петербурге, эта, как называет её современник, «очаровательная женщина» предпочитала жить отдельно от мужа и от двора. Вместе с княгиней Барятинской основала своё маленькое общество друзей, прозванное в свете «клубом любви». Детей в браке не было. Похоронена на кладбище Донского монастыря в Москве.